# Liste der olympischen Medaillengewinner von den Philippinen
Das Philippine Olympic Committee wurde 1911 gegründet und 1929 vom Internationalen Olympischen Komitee aufgenommen.

## Medaillenbilanz
Bislang konnten 14 Sportler von den Philippinen 18 olympische Medaillen erkämpfen (3 × Gold, 5 × Silber und 10 × Bronze).
| Philippinen bei den Olympischen Sommerspielen                                    | Philippinen bei den Olympischen Sommerspielen | Philippinen bei den Olympischen Sommerspielen | Philippinen bei den Olympischen Sommerspielen | Philippinen bei den Olympischen Sommerspielen | Philippinen bei den Olympischen Sommerspielen |      | Philippinen bei den Olympischen Winterspielen | Philippinen bei den Olympischen Winterspielen | Philippinen bei den Olympischen Winterspielen | Philippinen bei den Olympischen Winterspielen | Philippinen bei den Olympischen Winterspielen | Philippinen bei den Olympischen Winterspielen |
| Jahr                                                                             | Gold                                          | Silber                                        | Bronze                                        | Gesamt                                        | Rang                                          | Jahr | Gold                                          | Silber                                        | Bronze                                        | Gesamt                                        | Rang                                          |                                               |
| 1924                                                                             | 0                                             | 0                                             | 0                                             | 0                                             |                                               |      | 1924                                          | –                                             | –                                             | –                                             | –                                             | –                                             |
| 1928                                                                             | 0                                             | 0                                             | 1                                             | 1                                             | 32                                            |      | 1928                                          | –                                             | –                                             | –                                             | –                                             | –                                             |
| 1932                                                                             | 0                                             | 0                                             | 3                                             | 3                                             | 25                                            |      | 1932                                          | –                                             | –                                             | –                                             | –                                             | –                                             |
| 1936                                                                             | 0                                             | 0                                             | 1                                             | 1                                             | 30                                            |      | 1936                                          | –                                             | –                                             | –                                             | –                                             | –                                             |
| 1948                                                                             | 0                                             | 0                                             | 0                                             | 0                                             |                                               |      | 1948                                          | –                                             | –                                             | –                                             | –                                             | –                                             |
| 1952                                                                             | 0                                             | 0                                             | 0                                             | 0                                             |                                               |      | 1952                                          | –                                             | –                                             | –                                             | –                                             | –                                             |
| 1956                                                                             | 0                                             | 0                                             | 0                                             | 0                                             |                                               |      | 1956                                          | –                                             | –                                             | –                                             | –                                             | –                                             |
| 1960                                                                             | 0                                             | 0                                             | 0                                             | 0                                             |                                               |      | 1960                                          | –                                             | –                                             | –                                             | –                                             | –                                             |
| 1964                                                                             | 0                                             | 1                                             | 0                                             | 1                                             | 30                                            |      | 1964                                          | –                                             | –                                             | –                                             | –                                             | –                                             |
| 1968                                                                             | 0                                             | 0                                             | 0                                             | 0                                             |                                               |      | 1968                                          | –                                             | –                                             | –                                             | –                                             | –                                             |
| 1972                                                                             | 0                                             | 0                                             | 0                                             | 0                                             |                                               |      | 1972                                          | 0                                             | 0                                             | 0                                             | 0                                             |                                               |
| 1976                                                                             | 0                                             | 0                                             | 0                                             | 0                                             |                                               |      | 1976                                          | –                                             | –                                             | –                                             | –                                             | –                                             |
| 1980                                                                             | –                                             | –                                             | –                                             | –                                             | –                                             |      | 1980                                          | –                                             | –                                             | –                                             | –                                             | –                                             |
| 1984                                                                             | 0                                             | 0                                             | 0                                             | 0                                             |                                               |      | 1984                                          | –                                             | –                                             | –                                             | –                                             | –                                             |
| 1988                                                                             | 0                                             | 0                                             | 1                                             | 1                                             | 46                                            |      | 1988                                          | 0                                             | 0                                             | 0                                             | 0                                             |                                               |
| 1992                                                                             | 0                                             | 0                                             | 1                                             | 1                                             | 54                                            |      | 1992                                          | 0                                             | 0                                             | 0                                             | 0                                             |                                               |
| 1996                                                                             | 0                                             | 1                                             | 0                                             | 1                                             | 61                                            |      | 1994                                          | –                                             | –                                             | –                                             | –                                             | –                                             |
| 2000                                                                             | 0                                             | 0                                             | 0                                             | 0                                             |                                               |      | 1998                                          | –                                             | –                                             | –                                             | –                                             | –                                             |
| 2004                                                                             | 0                                             | 0                                             | 0                                             | 0                                             |                                               |      | 2002                                          | –                                             | –                                             | –                                             | –                                             | –                                             |
| 2008                                                                             | 0                                             | 0                                             | 0                                             | 0                                             |                                               |      | 2006                                          | –                                             | –                                             | –                                             | –                                             | –                                             |
| 2012                                                                             | 0                                             | 0                                             | 0                                             | 0                                             |                                               |      | 2010                                          | –                                             | –                                             | –                                             | –                                             | –                                             |
| 2016                                                                             | 0                                             | 1                                             | 0                                             | 1                                             | 69                                            |      | 2014                                          | 0                                             | 0                                             | 0                                             | 0                                             |                                               |
| 2020                                                                             | 1                                             | 2                                             | 1                                             | 4                                             | 50                                            |      | 2018                                          | 0                                             | 0                                             | 0                                             | 0                                             |                                               |
| 2024                                                                             | 2                                             | 0                                             | 2                                             | 4                                             | 37                                            |      | 2022                                          | 0                                             | 0                                             | 0                                             | 0                                             |                                               |
| Gesamt                                                                           | 3                                             | 5                                             | 10                                            | 18                                            |                                               |      | Gesamt                                        | 0                                             | 0                                             | 0                                             | 0                                             |                                               |
| \| \| Gold \| Silber \| Bronze \| Gesamt \| \| Ges. S+W \| 3 \| 5 \| 10 \| 18 \| |                                               |                                               |                                               |                                               |                                               |      |                                               |                                               |                                               |                                               |                                               |                                               |
|                                                                                  | Gold                                          | Silber                                        | Bronze                                        | Gesamt                                        |                                               |      |                                               |                                               |                                               |                                               |                                               |                                               |
| Ges. S+W                                                                         | 3                                             | 5                                             | 10                                            | 18                                            |                                               |      |                                               |                                               |                                               |                                               |                                               |                                               |

## Medaillengewinner
- Hidilyn Diaz – Gewichtheben (1-1-0)
Rio de Janeiro 2016: Silber, Bantamgewicht (- 53 kg), Frauen
Tokio 2020: Gold, Federgewicht (- 55 kg), Frauen
- Eumir Marcial – Boxen (0-0-1)
Tokio 2020: Bronze, Mittelgewicht (- 75 kg), Männer
- Carlo Paalam – Boxen (0-1-0)
Tokio 2020: Silber, Fliegengewicht (- 52 kg), Männer
- Nesthy Petecio – Boxen (0-1-1)
Tokio 2020: Silber, Federgewicht (- 57 kg), Frauen
Paris 2024: Bronze, Federgewicht (- 57 kg), Frauen
- Leopoldo Serantes – Boxen (0-0-1)
Seoul 1988: Bronze, Halbfliegengewicht (- 48 kg), Männer
- Simeon Toribio – Leichtathletik (0-0-1)
Los Angeles 1932: Bronze, Hochsprung, Männer
- Mansueto Velasco – Boxen (0-1-0)
Atlanta 1996: Silber, Halbfliegengewicht (- 48 kg), Männer
- Roel Velasco – Boxen (0-0-1)
Barcelona 1992: Bronze, Halbfliegengewicht (- 48 kg), Männer
- Anthony Villanueva – Boxen (0-1-0)
Tokio 1964: Silber, Federgewicht (- 57 kg), Männer
- José Villanueva – Boxen (0-0-1)
Los Angeles 1932: Bronze, Bantamgewicht (- 54 kg), Männer
- Aira Villegas – Boxen (0-0-1)
Paris 2024: Bronze, Halbfliegengewicht (- 50 kg), Frauen
- Miguel White – Leichtathletik (0-0-1)
Berlin 1936: Bronze, 400 m Hürden, Männer
- Teófilo Yldefonso – Schwimmen (0-0-2)
Amsterdam 1928: Bronze, 200 m Brust, Männer
Los Angeles 1932: Bronze, 200 m Brust, Männer
- Carlos Yulo – Turnen (2-0-0)
Paris 2024: Gold, Boden, Männer
Paris 2024: Gold, Sprung, Männer